# Hszian–Csengtu nagysebességű vasútvonal
A Hszian–Csengtu nagysebességű vasútvonal (egyszerűsített kínai írással: 西成客运专线, tradicionális kínai írással: 西成客運專線, pinjin: Xīchéng Kèyùn Zhuānxiàn) egy 510 km hosszú, kétvágányú, 25 kV 50 Hz-cel villamosított nagysebességű vasútvonal Kínában Hszian és Csengtu között. A megengedett maximális sebesség 250 km/h. Miután elkészült, a menetidő a két város között a jelenlegi 13 vagy több óráról 3 órára csökkent. A vasútépítés a jóváhagyást az Állami Fejlesztési és Tervezési Bizottságtól 2010 november 1-én kapta meg, az építkezést pedig 2010 november 10-én kezdték el. Tervezett befejezése 2015 volt, de csak két éves csúszással sikerült 2017. december 6-án átadni. Az építkezés során 127 km hosszan fúrtak alagutakat, hat alagút hosszabb lett, mint 10 km.